# Jens Glob
Jens Glob dræbte ifølge overleveringen Biskop Oluff af Børglum i Hvidbjerg Kirke, Thyholm julenat 1260. Historien blev nedskrevet omkring år 1600 i en adelig slægsbog i en ret høj detaljeringsgrad. Denne slægtsbogs beskrivelse benyttede H.C. Andersen i 1861 ret direkte i sin novelle Bispen paa Børglum og hans Frænde". Historien er ganske kort, at Jens blev sendt udenlands af sine adelige forældre for at uddannes. Mens han var væk, døde faderen og bisp Oluff – en frænde; et familiemedlem – forsøgte at presse enken fra sine store jordbesiddelser i Thy gennem forskellige trætter (retssager). Moderen blev bandlyst og på ruinens rand drog hun mod paven i et sidste desperat forsøg. Udenlands træffer hun tilfældigt sønnen, Jens, og sammen drog de hjem, men havde ikke held med de fortsatte retssager, selvom bandet blev løst. I forbindelse med bispens besøg til ottesang i Hvidbjerg Kirke julenat dræbte Jens Glob bispen og hans følge inde i kirken. Mordet fandt sted, men er af samtidige kilder placeret den 29.08.1260. Jens Glob fik tilnavnet "den Hårde". Tilsyneladende blev han ikke retsforfulgt for mordene.